# Industrie- und Handelskammer Düsseldorf

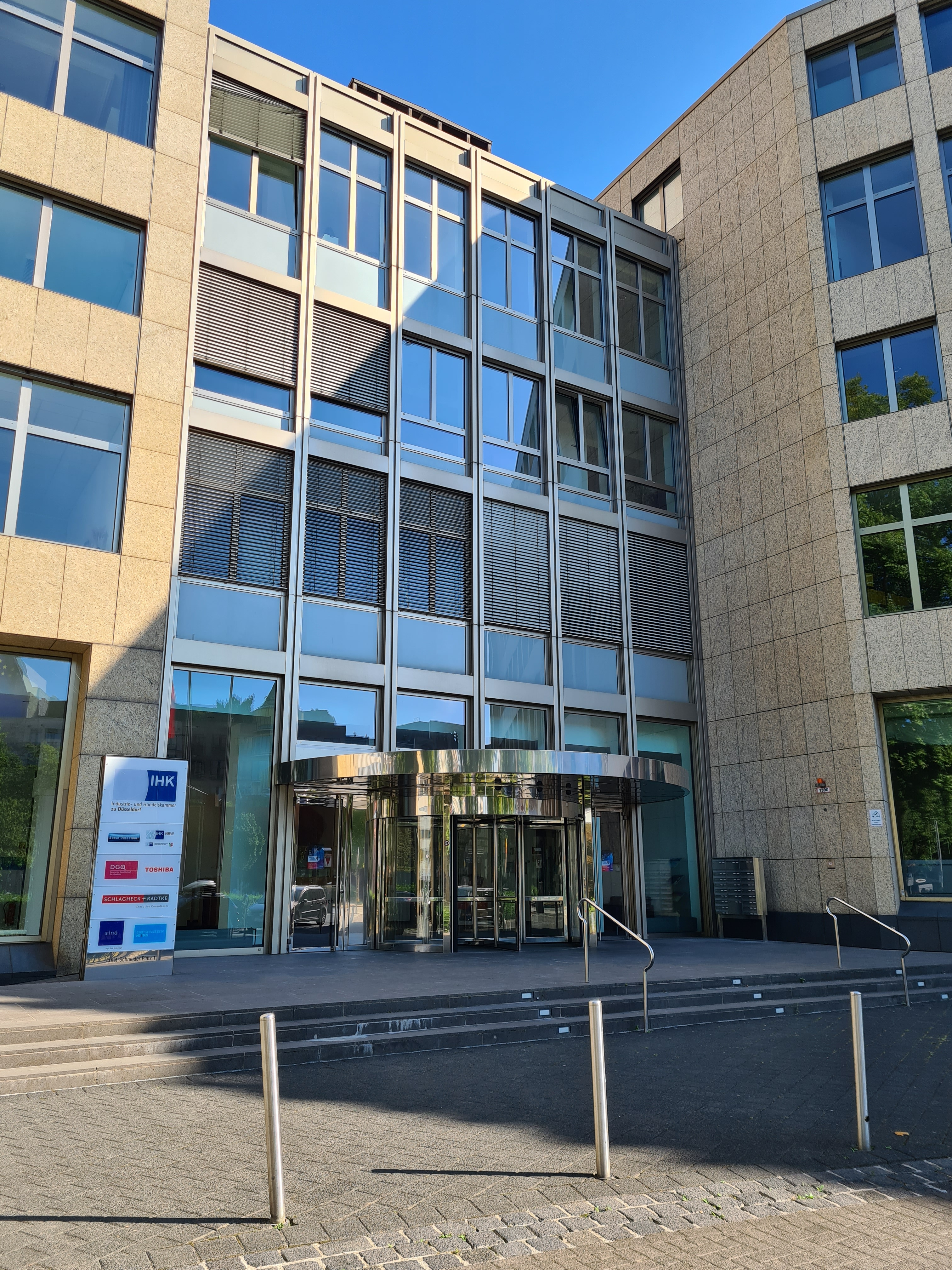
Sitz der IHK Düsseldorf am Ernst-Schneider-Platz 1

Die Industrie- und Handelskammer zu Düsseldorf (IHK Düsseldorf) ist die Industrie- und Handelskammer für Düsseldorf und die zehn Städte des Kreises Mettmann. Der 1831 gegründeten Organisation gehören rund 95.000 Mitgliedsunternehmen an. Sie ist damit, gemessen an der Anzahl der Mitgliedsunternehmen und an der Wirtschaftskraft, eine der größten der 79 IHKs Deutschlands, obwohl der Kammerbezirk flächenmäßig einer der kleinsten ist.

## Sitz

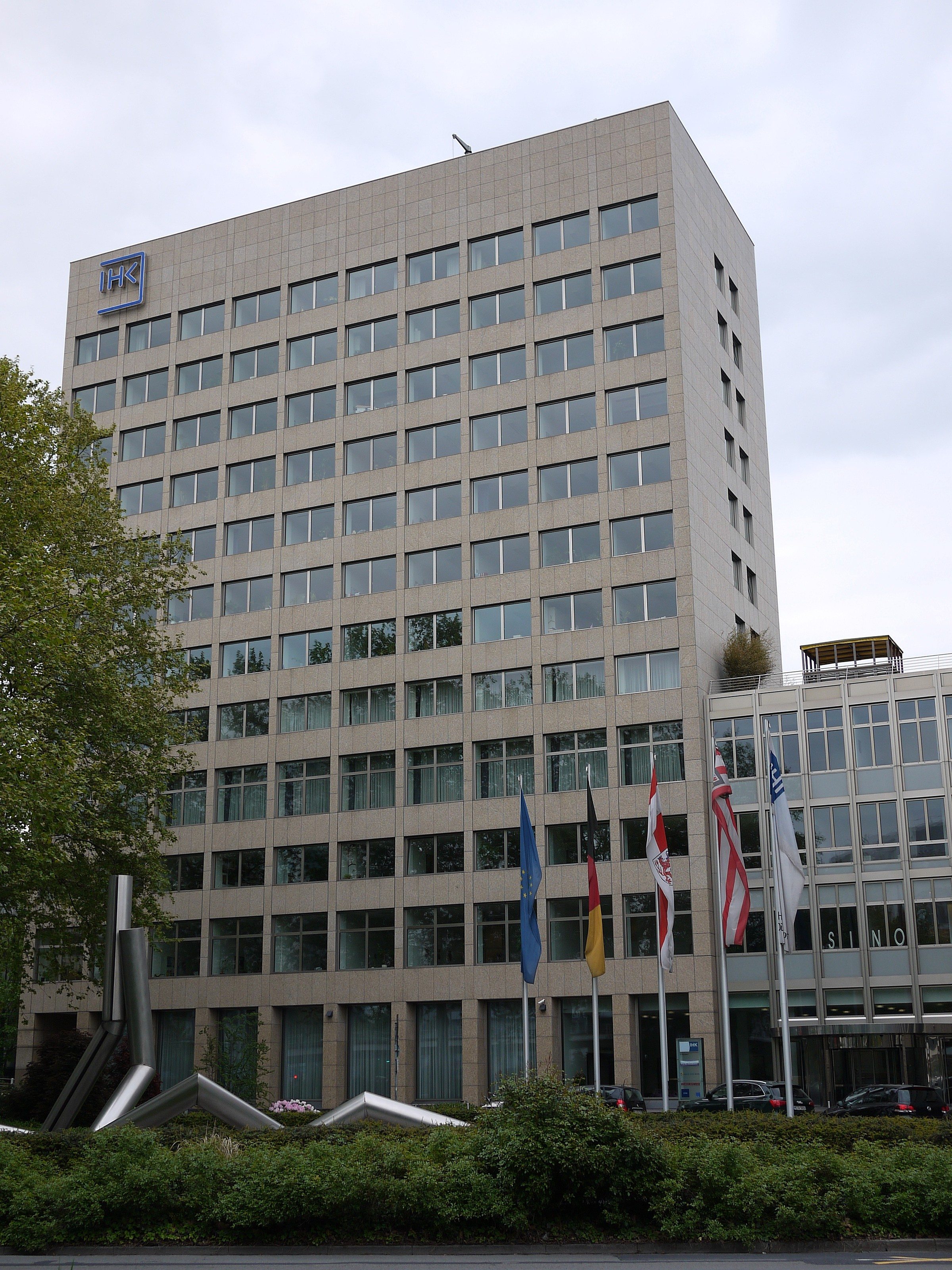
IHK-Gebäude

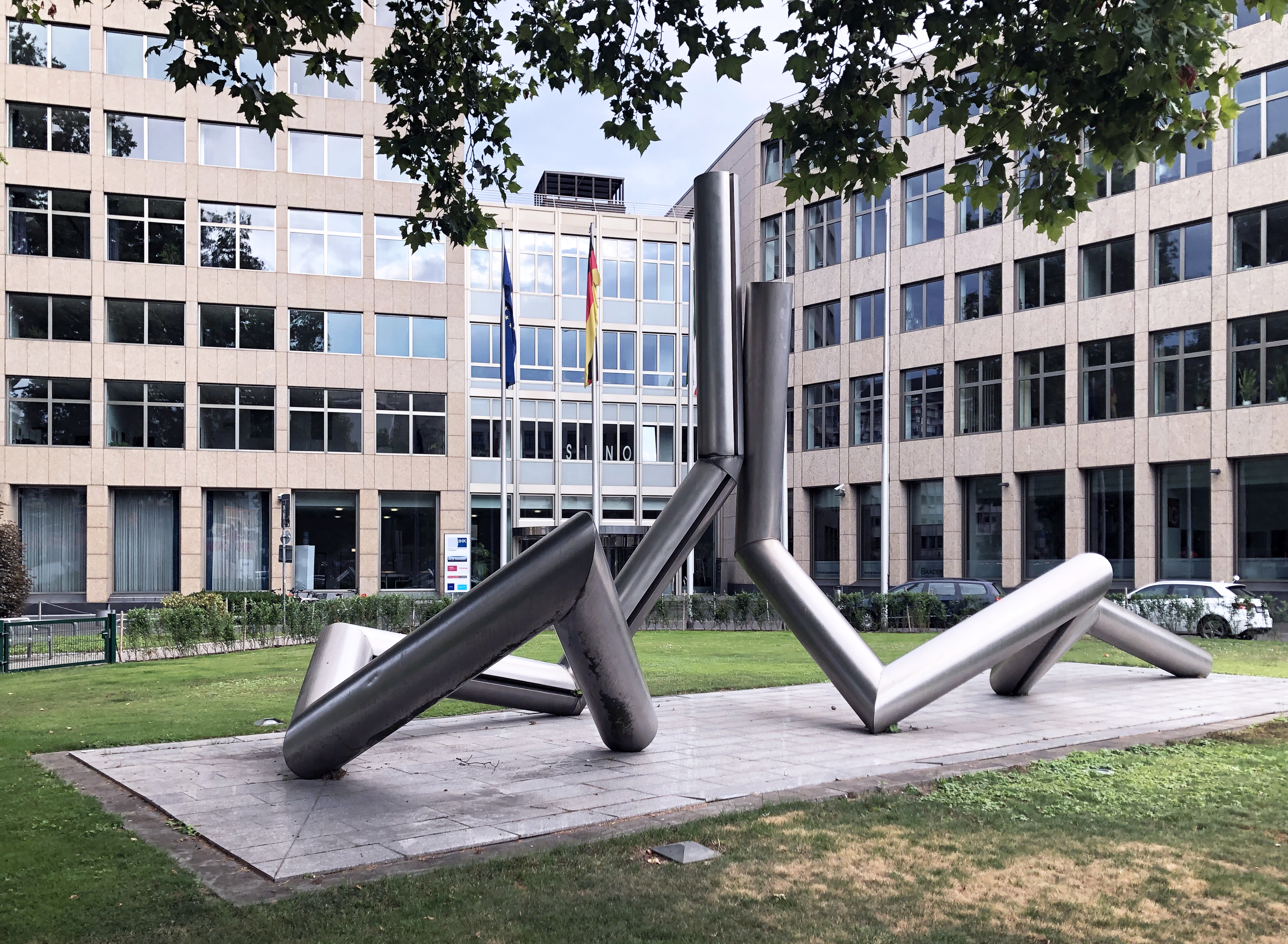
Raumsäule von Erich Hauser vor dem IHK-Gebäude

Die IHK Düsseldorf sitzt am Ernst-Schneider-Platz 1, in der Düsseldorfer Innenstadt. In Velbert befindet sich eine Geschäftsstelle. Darüber hinaus wird ein Weiterbildungszentrum (IHK-Forum) in der Nähe des Düsseldorfer Hauptbahnhofes unterhalten.

## Organisation

### Vollversammlung
Die Mitglieder wählen die Vollversammlung alle fünf Jahre. So bestimmen sie 94 Sitze in unmittelbarer Wahl. Bis zu dreizehn weitere Sitze kann die Vollversammlung per mittelbarer Wahl zu Mitgliedern der Vollversammlung wählen.
Die Wahl zur Vollversammlung findet in mehreren Klassen, den sogenannten Wahlgruppen statt. Die sachliche Begründung für dieses nach § 5 Abs. 3 IHK-Gesetz vorgegebene Gruppenwahlrecht ist, dass die Vollversammlung die Wirtschaftsstruktur im IHK-Bezirk widerspiegeln soll. Die Einteilung der Wahlgruppen fällt so in jedem Kammerbezirk unterschiedlich aus und bildet die jeweiligen wirtschaftlichen Besonderheiten sowie die gesamtwirtschaftliche Bedeutung der Gewerbegruppen ab. Mitglieder können ausschließlich Kandidaten ihrer Wahlgruppe wählen. Der Präsident beruft die Vollversammlung mindestens zweimal im Jahr ein. Sie bestimmt die Richtlinien der IHK-Arbeit und beschließt über Fragen, die für die kammerzugehörige gewerbliche Wirtschaft oder die Arbeit der IHK von grundsätzlicher Bedeutung sind. Sie beschließt insbesondere jährlich den Wirtschaftsplan und die Wirtschaftssatzung (Höhe der Beiträge). Weiterhin verabschiedet sie sämtliche Rechtsgrundlagen wie die Satzung, Wahlordnung und insbesondere auch die Gebührenordnung (zum Beispiel Höhe der Prüfungsgebühren). Damit bestimmen die von den Mitgliedsunternehmen gewählten Unternehmer was die IHK mit dem Geld macht, insbesondere wie hoch die Mitgliedsbeiträge sind und welche Schwerpunkte sie in der Arbeit setzt.  Alle fünf Jahre wählt die Vollversammlung das Präsidium. Darüber hinaus bestellt die Vollversammlung den Hauptgeschäftsführer auf Vorschlag des Präsidiums. Vor jeder Wahl bestimmt die jeweils scheidende Vollversammlung die Anzahl der Sitze für jede Wahlgruppe.

### Präsidium

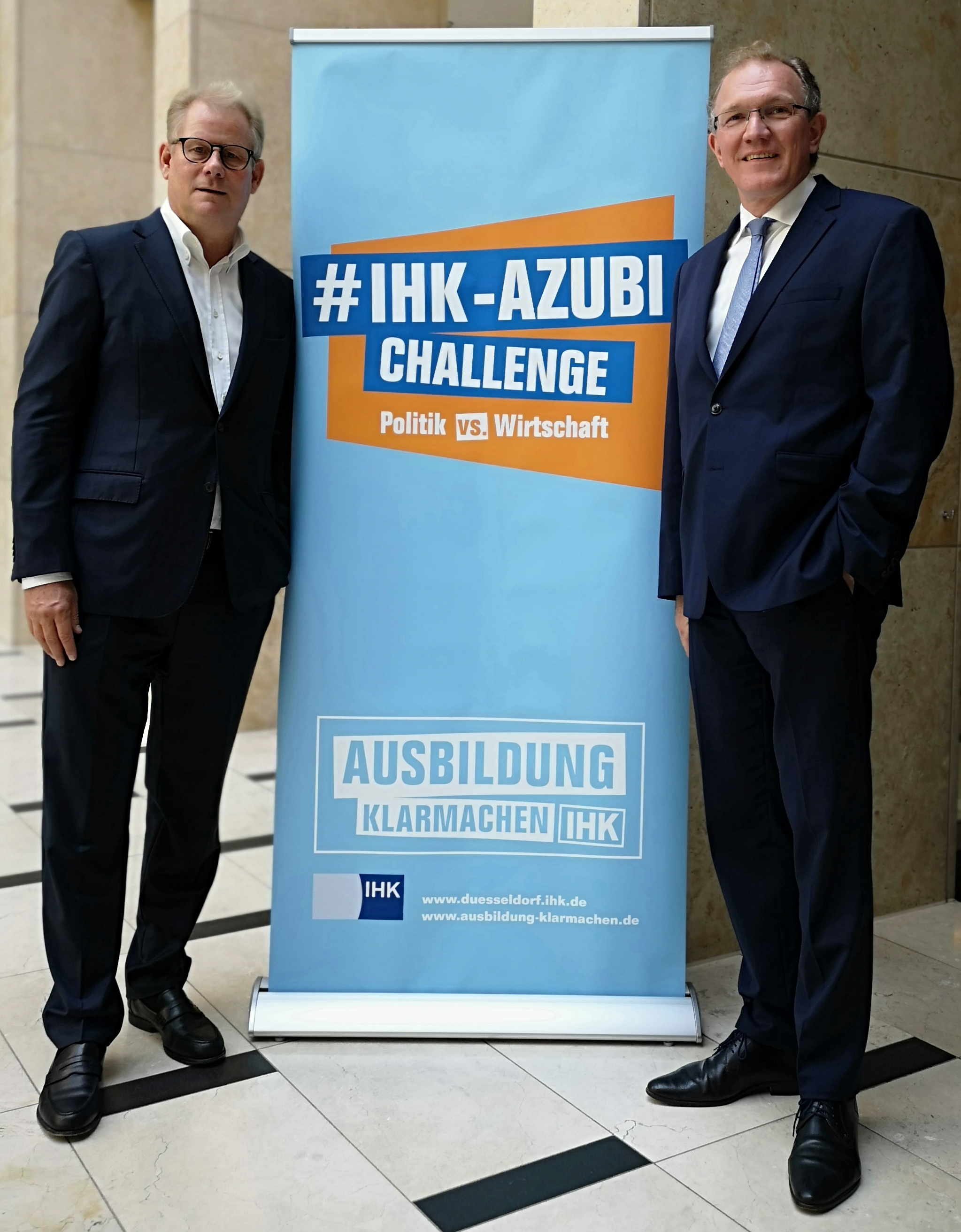
IHK-Präsident Andreas Schmitz und Hauptgeschäftsführer Gregor Berghausen (2018)

Das Präsidium besteht aus dem Präsidenten (Amtszeit 2021–2026: Andreas Schmitz), einem stellvertretenden Präsidenten (Vizepräsident als ständiger Vertreter) sowie sieben weiteren Vizepräsidentinnen und -präsidenten. Die Amtszeit beträgt seit 2011 fünf Jahre (vorher vier Jahre). Für das Amt des Präsidenten ist eine Wiederwahl nur einmal möglich. Das Präsidium tagt in der Regel dreimal im Jahr, berät Kammerangelegenheiten grundsätzlicher Art und bereitet Beschlussvorlagen für die Vollversammlung vor. Der Präsident vertritt die IHK nach außen zusammen mit dem Hauptgeschäftsführer.

### Hauptgeschäftsführer
Der Hauptgeschäftsführer führt die Geschäfte der IHK Düsseldorf. Er kann Vorlagen in die Vollversammlung einbringen und allein über die Einstellung neuer Mitarbeiter entscheiden. Er ist der Vollversammlung, vertreten durch den Präsidenten, für die ordnungsgemäße Erfüllung seiner Pflichten verantwortlich. Seit dem 1. Januar 2016 ist Gregor Berghausen Hauptgeschäftsführer.

## Geschäftsfelder
Die IHK Düsseldorf ist in den folgenden Geschäftsfeldern tätig:
1. Standortpolitik/Branchenbetreuung: Handel und Stadtentwicklung, Verkehr, Dienstleistungen und Kreativwirtschaft, Gesundheitswirtschaft, Energie- und Umweltwirtschaft, Bauleit- und Regionalplanung
2. International: Märkte und Trends, Vertrags- und Wirtschaftsrecht sowie Lieferkettengesetz, Zoll- und Außenwirtschaftsrecht, Handelspolitik, Ausländerrecht, Business Scout for Development, Ausstellung/Bescheinigung von Außenwirtschaftsdokumenten
3. Unternehmensservice: Rechtsberatungen, Handelsregisterangelegenheiten, gewerbliche Erlaubnisse, Existenzgründung/Start-up-Unternehmen und Unternehmensförderung, Umwelt- und Energieberatung, Innovations- und Technologieberatung, Hochschulen, Technologietransfer und Digitalisierung, Fachkräftesicherung, Inklusionsberatung, Auskünfte zu Sachverständigen
4. Berufsbildung und Prüfungen: Ausbildung, Höhere Berufsbildung, Ausbildungsberatung, -stellenvermittlung und -projekte, Sach-, Fachkunde- und Gewerberechtsprüfungen, Berufliche Weiterbildung im IHK-Forum
5. Verwaltung und Support: Justiziariat, IT, Infrastruktur, Services und Datenmanagement, Finanzen und Beitrag, Hausverwaltung und Immobilienmanagement

## Geschäftszahlen 2021
Die IHK Düsseldorf bilanziert nach den Regeln des Handelsgesetzbuches und hatte zum Ende des Jahres 2021 eine Bilanzsumme von rund 81,5 Millionen Euro. Die Gesamterträge lagen bei rund 34,9 Mio. Euro und stammen zu rund 2/3 aus Mitgliedsbeiträgen, die je nach Leistungskraft der Mitgliedsunternehmen als Grundbeiträge und Umlagen erhoben werden. Der Grundbeitrag liegt zwischen 45 und 1.000 Euro pro Unternehmen, je nach Rechtsform mit einer Freigrenze von 5.200 Euro Gewerbeertrag, unter der kein Beitrag fällig wird. Darüber hinaus wird eine Umlage erhoben, die sich nach dem Gewerbeertrag bemisst. Der Umlagesatz für die Mitgliedsunternehmen beträgt 0,13 Prozent des Gewerbeertrags. Daneben verfügt die IHK über Erträge aus Gebühren für die Finanzierung gesetzlich zugewiesener Aufgaben etwa für das Prüfungswesen in der beruflichen Erstausbildung. Außerdem erzielt die IHK Erträge aus Entgelten für Seminare, Lehrgänge und Veranstaltungen und Finanzerträge. Die IHK Düsseldorf beschäftigt 167 Mitarbeiterinnen und Mitarbeiter, davon 11 Projektstellen und 50 Teilzeitkräfte.

## Geschichte

### Die Anfänge
Die Ursprünge der IHK Düsseldorf gehen auf das Jahr 1785 zurück, als sich die Düsseldorfer Kaufleute zusammenschlossen. Seit 1798 wählten sie aus ihrer Mitte den sogenannten Handlungsvorstand, der die Interessen der Kaufleute vertreten sollte. 1801 wurde der Handlungsvorstand mit Genehmigung des Landesfürsten Maximilian I. institutionalisiert. Die nachfolgende napoleonische Herrschaft überstand der Handlungsvorstand, wobei die Wirtschaftslage in Düsseldorf wegen Frankreichs Annexions- und Zollpolitik sowie der dadurch ausgelösten wirtschaftlichen und politischen Folgen nicht gut war (→ Großherzogtum Berg). Entsprechend bescheiden war auch die Interessensvertretung der Kaufleute. Eine Besserung der wirtschaftlichen Verhältnisse zeichnete sich mit der Unterzeichnung der Mainzer Rheinschifffahrtsakte von 1831 ab. Der Handlungsvorstand beschloss, sich eine neue Organisationsform zu geben, um den Erfordernissen der Zeit besser gerecht zu werden.

### Gründung der Handelskammer
Am 23. Mai 1831 konstituierte sich die Königliche Handelskammer zu Düsseldorf. Oberbürgermeister Philipp Schöller, der per königlicher Order den Vorsitz der neuen Handelskammer hatte, lud alle Einwohner, die mindestens 12 Taler Gewerbesteuer zahlten, ein, Mitglied der neuen Handelskammer zu werden. Es meldeten sich 42 Unternehmer, die aus ihrer Mitte den Kommissionär und späteren Betreiber einer Eisengießerei Franz Schimmelbusch zu ihrem ersten Präsidenten wählten. Am 5. November 1831 nahm die nach dem Vorbild der ersten modernen  Handelskammer in Barmen und Elberfeld organisierte Handelskammer zu Düsseldorf ihre Tätigkeit auf. Ein frühes Tätigkeitsfeld war die Standortpolitik im Hinblick auf Anregungen zum Eisenbahnbau. Erst in der zweiten Hälfte der 1830er-Jahre setzte die Industrialisierung in Düsseldorf ein. 1837 organisierte die Handelskammer unter ihrem früheren Präsidenten Schimmelbusch eine erste Ausstellung von Industrieprodukten auf der Flinger Straße mit 113 Ausstellern, davon 37 aus Düsseldorf. Die Ausstellung wird heute als Beginn der Düsseldorfer Messetradition gesehen.

### Wandel zur Industrie- und Handelskammer

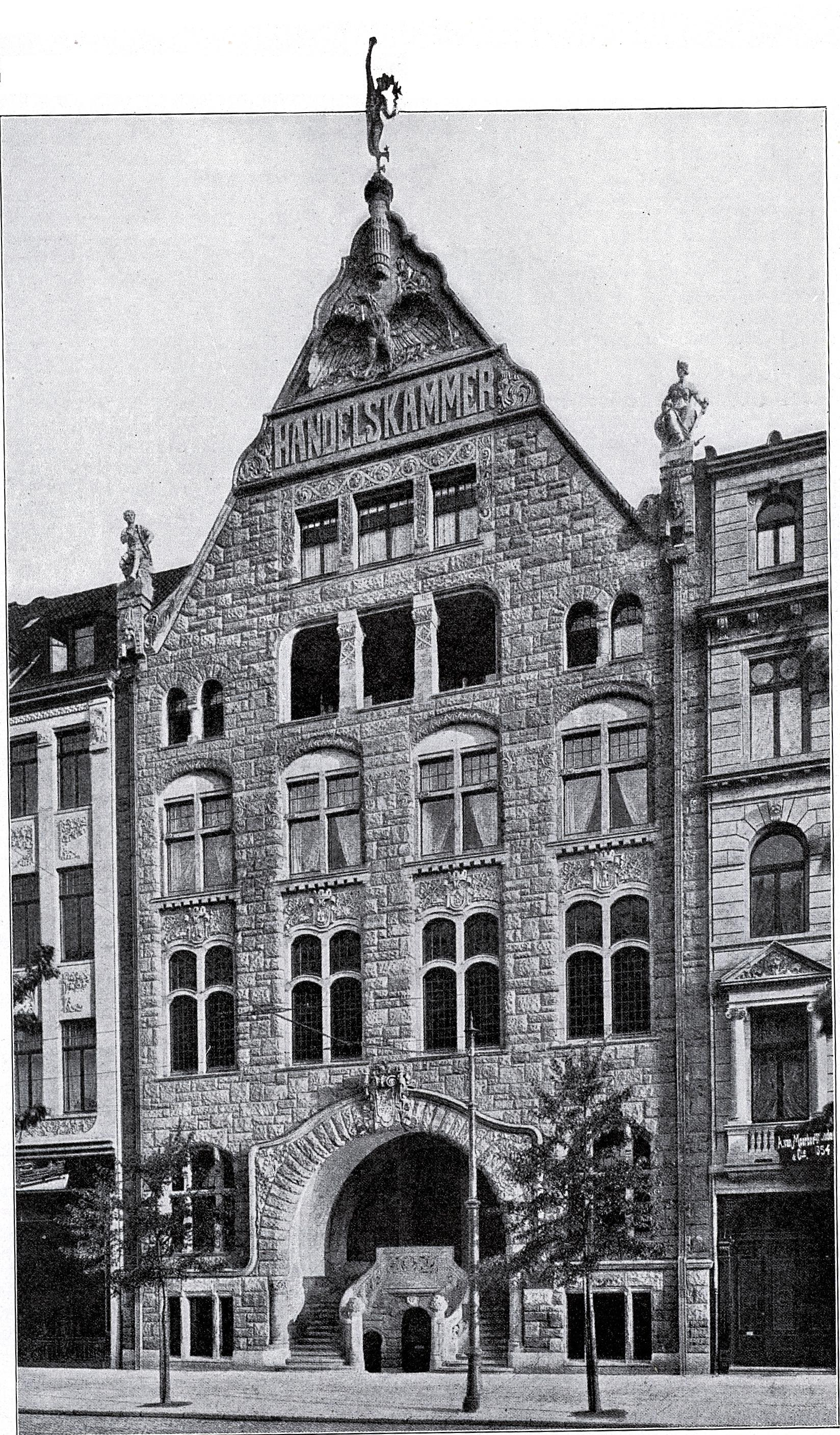
Haus der Handelskammer vor 1904

Ab Mitte der 1860er-Jahre entwickelte sich Düsseldorf zu einem Standort für Industriebetriebe. Entsprechend nahmen jetzt zunehmend Industrielle wie die Familien Poensgen, Piedboeuf oder Ferdinand Heye Einfluss auf die Handelskammer. 1870 wurde der Kammerbezirk um die Städte Ratingen und Hilden sowie die Gemeinde Eckamp erweitert. Im selben Jahr bezog die Organisation erstmals eigene Räumlichkeiten. Seit der Gründung war man Untermieter im Rathaus gewesen. 1874 gründete der Kammerpräsident G. Bloem auf Initiative von William Thomas Mulvany einen privatrechtlichen Börsenverein. Am 18. Juni 1884 wurde die Düsseldorfer Börse staatlich anerkannt, aber zugleich der Aufsicht der Handelskammer entzogen. 1901 wurde erstmals ein eigenes, für die Handelskammer errichtetes Gebäude Graf-Adolf-Straße 47 errichtet. Erst 1924 fand die bereits seit über einem halben Jahrhundert erfolgte Industrialisierung ihren Niederschlag in der Namensgebung; aus der Handelskammer wurde die Industrie- und Handelskammer. Facharbeiterprüfungen wurden ab 1926 abgenommen, 1935 folgten die Kaufmannsgehilfenprüfungen.

### Zeit des Nationalsozialismus
Nach der Machtübernahme der Nazis wurden auch die Industrie- und Handelskammern gleichgeschaltet. Am 28. März 1933 fanden Verhandlungen zwischen der örtlichen nationalsozialistischen Gauleitung und dem Düsseldorfer Regierungspräsidenten über die Zukunft der Industrie- und Handelskammern im Gau Düsseldorf statt. Im Vorfeld der am selben Tag terminierten Vollversammlung der IHK Düsseldorf besetzten NSDAP-Kommissare und die SA die IHK-Geschäftsstelle. Dem seit 25 Jahren amtierenden Präsidenten Carl Rudolf Poensgen wurde eine dem Regime ergebene Erklärung abgepresst, die er nach anfänglichem Widerstand abgab. Am 12. April 1933 legte Poensgen aus Protest sein Amt nieder, nachdem die Vollversammlung ihn zuvor zum Ehrenpräsidenten ernannt hatte. Auch die Mitglieder der Vollversammlung legten ihr Amt nieder. Der Gauwirtschaftsberater Josef Klein setzte sich selbst als neuen Präsidenten ein und ernannte fünf Kommissare. Da Klein eher dem nationalkonservativen Lager zuzurechnen und zudem ein Vertrauter von Fritz Thyssen war, fiel es den meisten Düsseldorfer Unternehmern nicht allzu schwer, sich mit der neuen Situation zu arrangieren. Der Ausschluss der jüdischen Unternehmer und deren Boykott wurde ohne weiteren Widerstand in Kauf genommen. 1942 war es mit der Selbstverwaltung dann endgültig zu Ende, als die IHK in der Gauwirtschaftskammer aufging.

### Nach 1945
Bereits 1945 begann die Reorganisation der Industrie- und Handelskammer zu Düsseldorf mit den drei Abteilungen Industrie, Handel und Allgemeines. Zunächst ging es darum, die dringendsten Versorgungsprobleme der Unternehmen zu lösen. 80 % der Handelsunternehmen und 40 % der Produktionsanlagen waren zerstört, darüber hinaus 50 % aller Gebäude in Düsseldorf, darunter auch das IHK-Gebäude selbst. Es wurde wieder aufgebaut und konnte 1951 bezogen werden. 1956 gründete die IHK anlässlich ihres 125-jährigen Bestehens die C. Rudolf Poensgen-Stiftung e. V. zur Förderung von Führungskräften. 1957 konnte der Neubau an der Berliner Allee bezogen werden. Der vor dem Gebäude liegende Platz wurde später nach dem ehemaligen Präsidenten Ernst Schneider (1949–1968) benannt. Im Zuge der kommunalen Neugliederung 1975 wurde auch 1977 der Kammerbezirk in seiner heutigen Form gebildet. Ab 1990 half man, in der Düsseldorfer Partnerstadt Chemnitz die dortige IHK wieder aufzubauen. Das Weiterbildungszentrum Forum wurde 1994 in einem eigenen Gebäude am Hauptbahnhof eröffnet.

#### Wilhelm-Heinrich-Riehl-Kolleg
Dem „Institut zur Erlangung der Hochschulreife für Handwerker, Facharbeiter und andere Berufstätige mit abgeschlossener Ausbildung e. V.“ trat die IHK 1964, zusammen mit der Stadt Düsseldorf, bei und ist seit dem Träger des Wilhelm-Heinrich-Riehl-Kollegs.

### Seit der Jahrtausendwende
Im Jahr 2006 wurde die IHK Düsseldorf 175 Jahre alt.
2019 gab sich die IHK Düsseldorf eine neue, schlankere Struktur: Hoheitliche Aufgaben (Geschäftsfeld Berufsbildung und Prüfungen), Branchenbetreuung, Unternehmensservice, International und Berufliche Weiterbildung (Geschäftsfeld Standortpolitik) sowie das Geschäftsfeld Verwaltung und Support.

## Persönlichkeiten

### Präsidenten
- Philipp Schöller (1831)
- Franz Schimmelbusch (1831 bis 1833)
- Gerhard Baum (1833 bis 1868)
- Gustav Bloem (1868 bis 1878)
- Rudolf Lupp (1879 bis 1885)
- Wilhelm Pfeiffer (1886 bis 1895)
- Ernst Schiess (1895 bis 1897)
- Adolf Möhlau (1898 bis 1907)
- Carl Rudolf Poensgen (1908 bis 1933)
- Karl Zucker (1933 bis 1943)
- Fritz Höffermann (Präsident der Gauwirtschaftskammer 1943 bis 1945)
- Niels von Bülow (1945 bis 1946)
- Josef Wilden (1946 bis 1949)
- Ernst Schneider (1949 bis 1968)
- Viktor Langen (1968 bis 1974)
- Friedrich Conzen (1974 bis 1983)
- Rolf Schwarz-Schütte (1983 bis 1991)
- Albrecht Woeste (1991 bis 1999)
- Hermann Franzen (1999 bis 2007)
- Ulrich Lehner (2007 bis 2016)
- Andreas Schmitz (seit 2017)